# Élections cantonales thurgoviennes de 2020
Les élections cantonales thurgoviennes de 2020 ont lieu le 15 mars 2020 dans le but d'élire les 130 membres du Grand Conseil et les 5 membres du Conseil d'État du canton de Thurgovie pour la nouvelle législature.
C'est la première fois que l'élection du parlement et celle du gouvernement se déroule le même jour. Les élections sont marquées par une fraude électorale affectant un siège du district de Frauenfeld avant d'être découverte et corrigée.

## Mode de scrutin

### Grand Conseil
Les 130 membres du Grand Conseil sont élus au scrutin proportionnel plurinominal par district, le canton étant divisé en cinq districts (Arbon, Frauenfeld, Kreuzlingen, Münchwilen et Weinfelden). L'élection a toujours lieu au printemps, après les élections fédérales.
Les électeurs disposent d'autant de voix qu'il y a de sièges à pourvoir dans le district où ils ont le droit de vote. Le nombre de sièges par district est fixé par le Conseil d'État en fonction de la population résidente,.

## Résultats

### Au Grand conseil
|                           |                              |                           |           |       |     |        |               |  |  |
| Parti                     | Parti                        | Sigle                     | Voix      | %     | +/- | Sièges | +/-           |  |  |
|                           | Union démocratique du centre | UDC                       | 458 786   | 32,29 | 0,2 | 45     | 1             |  |  |
|                           | Parti libéral-radical        | PLR                       | 195 724   | 13,77 | 1,9 | 18     | 2             |  |  |
|                           | Parti démocrate-chrétien     | PDC                       | 174 919   | 13,11 | 0,6 | 18     | 2             |  |  |
|                           | Parti socialiste             | PS                        | 164 893   | 11,60 | 1,4 | 14     | 3             |  |  |
|                           | Les Verts                    | PES                       | 151 195   | 11,25 | 3,8 | 15     | 6             |  |  |
|                           | Vert'libéraux                | PVL                       | 105 500   | 7,42  | 2,2 | 9      | 2             |  |  |
|                           | Parti évangélique            | PEV                       | 67 880    | 4,78  | 0,2 | 6      | 1             |  |  |
|                           | Union démocratique fédérale  | UDF                       | 62 858    | 4,42  | 0,1 | 5      | en stagnation |  |  |
|                           | Parti bourgeois-démocratique | PBD                       | 13 752    | 0,97  | 2,2 | 0      | 3             |  |  |
|                           |                              |                           |           |       |     |        |               |  |  |
| Votes valides             | Votes valides                | Votes valides             | 1 420 992 | 97,82 |     |        |               |  |  |
| Votes blancs et invalides | Votes blancs et invalides    | Votes blancs et invalides | 31 683    | 2,18  |     |        |               |  |  |
| Total des voix            | Total des voix               | Total des voix            | 1 452 675 | 100   |     |        |               |  |  |
| Total des votants         | Total des votants            | Total des votants         | 55 633    | 100   | –   | 130    | en stagnation |  |  |
| Abstention                | Abstention                   | Abstention                | 115 027   | 67,40 |     |        |               |  |  |
| Inscrits / participation  | Inscrits / participation     | Inscrits / participation  | 170 660   | 32,60 |     |        |               |  |  |

### Au Conseil d’État
| Candidats                | Candidats                | Partis                   | Premier tour | Premier tour | Premier tour |
| Candidats                | Candidats                | Partis                   | Voix         | Élu          |              |
| ------------------------ | ------------------------ | ------------------------ | ------------ | ------------ | ------------ |
|                          | Carmen Haag              | PDC                      | 42 069       | Oui          |              |
|                          | Monika Knill             | UDC                      | 39 067       | Oui          |              |
|                          | Cornelia Komposch        | PS                       | 37 776       | Oui          |              |
|                          | Walter Schönholzer       | PLR                      | 34 016       | Oui          |              |
|                          | Urs Martin               | UDC                      | 26 421       | Oui          |              |
|                          | Ulrich Fisch             | PVL                      | 25 557       | Non          |              |
|                          | Karin Bétrisey           | PES                      | 16 289       | Non          |              |
|                          | Divers                   | Divers                   | 10 818       |              |              |
| Total des voix           | Total des voix           | Total des voix           | 232 013      |              |              |
|                          |                          |                          |              |              |              |
| Votes valides            | Votes valides            | Votes valides            | 53 885       |              |              |
| Votes blancs et nuls     | Votes blancs et nuls     | Votes blancs et nuls     | 1 319        |              |              |
| Total                    | Total                    | Total                    | 55 204       | –            |              |
| Abstention               | Abstention               | Abstention               | 115 456      |              |              |
| Inscrits / participation | Inscrits / participation | Inscrits / participation | 170 660      |              |              |

## Analyse
Les élections voient une percée des partis écologistes au parlement, les Verts progressant de six sièges et dépassant ainsi le Parti socialiste, grand perdant de la journée avec une perte de trois sièges. Le Parti bourgeois-démocratique perd également trois sièges et disparaît du parlement, tandis que le Parti libéral-radical et le Parti démocrate-chrétien perdent chacun deux sièges. En progression d'un siège (et non de deux après correction des résultats à la suite de la découverte de la fraude électorale), l'Union démocratique du centre (UDC) reste de loin le parti le mieux représenté au parlement.
Dans l'élection au Conseil d'État, l'UDC Urs Martin parvient à conserver le deuxième siège de son parti après la démission de Jakob Stark, élu au Conseil des États, en terminant au cinquième rang, mais le candidat vert'libéral Ueli Fisch crée la surprise en atteignant lui aussi la majorité absolue à moins de 1 000 voix du dernier élu. Les autres candidats sortants sont confortablement réélus.

### Fraude électorale
Les élections sont marquées par une fraude électorale dans le district de Frauenfeld, où entre 86 et 99 bulletins de la liste des Vert'libéraux sont détruits et remplacés par des bulletins de la liste de l'Union démocratique du centre. Les résultats proclamés le jour du scrutin sont corrigés le 1er juillet 2020, entraînant la perte d'un siège UDC et le gain d'un siège pour les Vert'libéraux,,,. Le greffier de Frauenfeld est condamné un an plus tard en première instance pour avoir dissimulé une « lourde erreur de dépouillement » en ajoutant une centaine de listes de l'UDC lors du recomptage, après avoir constaté que 200 listes des Vert'libéraux avaient été attribuées par erreur à l'UDC,.